# Nicrophorus oberthuri
Nicrophorus oberthuri är en skalbaggsart som beskrevs av Gaston Portevin 1924. Nicrophorus oberthuri ingår i släktet Nicrophorus och familjen asbaggar. Inga underarter finns listade i Catalogue of Life.